# Can Sarí
Can Sarí és una masia de Gurb (Osona) inclosa a l'Inventari del Patrimoni Arquitectònic de Catalunya.

## Descripció
Formen la masia dues estructures principals, una que seria la primitiva masia, de planta quadrada, coberta a dues vessants i una altra més baixa, afegida a la part del darrere de l'anterior, de planta allargada.
És particular la gran quantitat de finestres que s'obren a la façana.
A la part davantera de la casa s'obre un pati rodejat de petites construccions i tancat amb una porta delimitada per dos pilars.
Façana
És l'element que li dona singularitat. Està dominada per una gra balconada al cos central, que correspon al pis principal de la casa, dividida en cinc sectors, formats per dos arcs penjats en ziga-zaga. Les cinc balconades estan tancades a l'exterior per uns grans finestrals amb vitralls de colors. És l'element més nou i notable del conjunt, adossat a l'antiga estructura.

## Història
És un exemple de les moltes cases pairals del municipi que ha sofert grans transformacions fins a modificar gairebé tot el conjunt.
L'únic que recorda l'antiga estructura és el pati central del davant de la casa i la planta de l'antic edifici, així com la distribució de l'interior.